# Bill Chase
Bill Chase   (Quincy, 20 d'octubre de 1934 - Jackson, 9 d'agost de 1974) va ser un trompetista nord-americà i líder de la banda de jazz-rock Chase.

## Biografia
Bill Chase va néixer William Edward Chiaiese en una família italoamericana a Squantum, Massachusetts. Els seus pares van canviar el seu nom per Chase perquè pensaven que Chiaiese era difícil de pronunciar. El seu pare tocava la trompeta a la banda musical Gillette i animava els interessos musicals del seu fill, que incloïen violí i bateria. A mitjan adolescència es va instal·lar a trompeta. Chase va assistir al seu primer concert de Stan Kenton, que incloïa els trompetistes Conte Candoli i Maynard Ferguson.
Després de graduar-se de l'escola secundària, va estudiar trompeta clàssica al Conservatori de Nova Anglaterra, però va passar a la "Schillinger House of Music" (Berklee College of Music). Entre els seus instructors hi havia Herb Pomeroy i Armando Ghitalla.
Chase va tocar la trompeta principal amb Maynard Ferguson el 1958, Stan Kenton el 1959 i Thundering Herd de Woody Herman durant la dècada de 1960. Una de les llistes de Chase d'aquest període, "Camel Walk", es va publicar a l'anuari de la revista Downbeat de 1963. Del 1966 al 1970 va treballar independentment a Las Vegas, treballant amb Vic Damone i Tommy Vig. El 1967 va dirigir una banda de sis peces al "Dunes and Riviera Hotel", on va aparèixer a la producció del saló Frederick Apcar de Vive Les Girls, per a la qual Chase va organitzar la música.
El 1971 va iniciar una banda de jazz rock que barrejava pop, rock, blues i quatre trompetes. El primer àlbum Chase es va llançar a l'abril de 1971. Chase es va unir a Ted Piercefield, Alan Ware i Jerry Van Blair, tres trompetistes de jazz que eren experts en la veu i l'arranjament. Els recolzava una secció rítmica formada per Phil Porter als teclats, Angel South a la guitarra, Dennis Johnson al baix i John "Jay Burrid" Mitthaur a la percussió. Completaven el grup Terry Richards, que era el vocalista principal del primer àlbum. L'àlbum conté la cançó més popular de Chase, "Get It On", llançada com a senzill que va passar 13 setmanes a les llistes d'èxits a partir del maig de 1971. La cançó inclou el que Jim Szantor de Downbeatla revista anomenada "el segell distintiu de la cadena Chase: complexes línies en cascada; una cascada literal de timbre i tècnica de trompeta". La banda va rebre una nominació al Millor Artista Nou als Grammy, però va ser eliminada per l'estrella emergent Carly Simon.
Chase va llançar el seu segon àlbum, Ennea, el març de 1972; el títol de l'àlbum és la paraula grega per a nou, una referència als nou membres de la banda. La formació original va canviar a la meitat de les sessions d'enregistrament, amb Gary Smith en la bateria i GG Shinn en substitució de Terry Richards a la veu principal. El tercer àlbum, Pure Music, va moure la banda cap al jazz. Les cançons van ser escrites per Jim Peterik, dels Ides of March, que canta en dues cançons del disc, donant suport al cantant i baixista Dartanyan Brown.

## Accident d'avió
El treball de Chase en un quart àlbum d'estudi a mitjan 1974 va finalitzar el 9 d'agost de 1974. Mentre es trobava en ruta cap a una actuació programada a la Fira del Comtat de Jackson, Chase va morir en l'accident d'un Piper Twin bimotor lloguer Comanche a Jackson, Minnesota, als 39 anys. El pilot i el copilot van morir, igual que el teclista Wally Yohn, el guitarrista John Emma i el bateria Walter Clark.

## Metodologia
Chase va animar els tons llargs com a exercici per desenvolupar l'embussament i va atribuir bona part de la seva habilitat al registre superior de la trompeta a aquesta pràctica. També estava físicament en forma. Va aixecar peses i va utilitzar rutines d'estiraments que va aprendre de ballarines del barri llatí de la ciutat de Nova York.

## Altres fonts
- Szantor, Jim, revista Downbeat, articles del 4 de febrer de 1971 i del 3 de febrer de 1972.
- Columna "New Acts", revista Variety, 13 de març de 1974.
- Columna "Obituaris", revista Billboard, 31 d'agost de 1974.